# Cañón de pollos

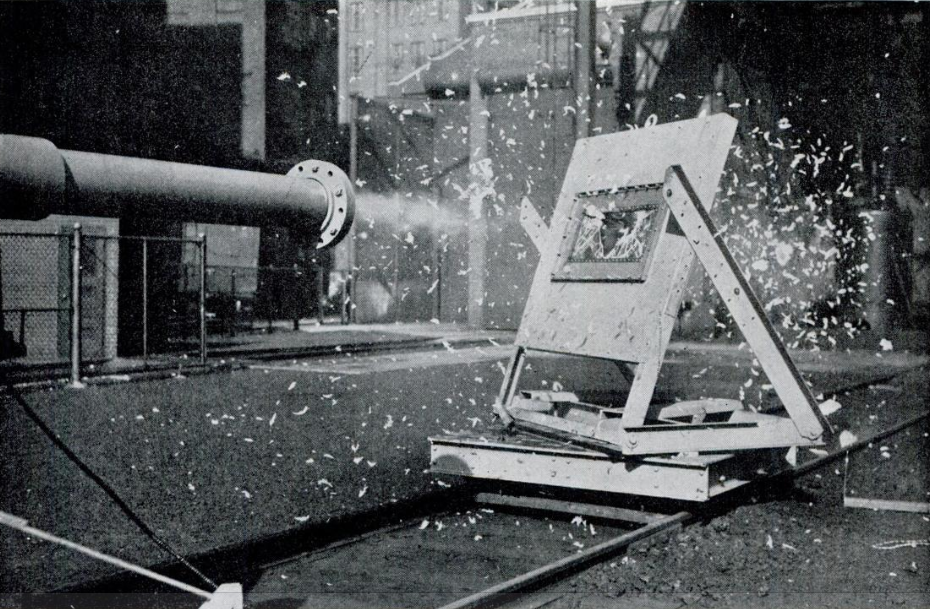
El primer cañón de pollos, construido en 1942 por la Administración de Aeronáutica Civil de los Estados Unidos y la Westinghouse Electric and Manufacturing Company, disparado contra un panel de vidrio.

Un cañón de pollos, o simulador de impacto de vuelo, es un cañón de aire comprimido de gran diámetro que se utiliza para disparar cadáveres de aves contra componentes de aeronaves con el fin de simular impactos de aves a alta velocidad durante el vuelo de la aeronave. Los motores a reacción y los parabrisas de los aviones son particularmente vulnerables a los daños causados por tales golpes y son el objetivo más común en tales pruebas. Aunque se utilizan varias especies de aves en las pruebas y la certificación de aeronaves, el dispositivo adquirió el nombre común de «cañón de pollos», ya que los pollos son la «munición» más utilizada debido a su fácil disponibilidad.

## Contexto
Los choques con aves son un peligro significativo para la seguridad de vuelo de aeronaves, particularmente alrededor del despegue y el aterrizaje, donde la carga de trabajo de la tripulación es mayor y hay poco tiempo para recuperarse antes de un posible impacto con el suelo. Las velocidades involucradas en una colisión entre un avión a reacción y un pájaro pueden ser considerables, a menudo alrededor de 350 km/h, lo que resulta en una gran transferencia de energía cinética. Un pájaro que choca con el parabrisas de un avión podría penetrarlo o romperlo, hiriendo a la tripulación de vuelo o perjudicando su capacidad de visión. A grandes altitudes, un evento de este tipo podría provocar una descompresión descontrolada. Un ave ingerida por un motor a reacción puede romper las palas del compresor del motor, lo que podría causar daños catastróficos.
Se utilizan múltiples medidas para evitar choques con aves, como el uso de sistemas de disuasión en los aeropuertos para evitar que las aves se reúnan, el control de la población con aves rapaces o armas de fuego y, recientemente, los sistemas de radar aviar que rastrean bandadas de aves y avisan a los pilotos y al controlador aéreo.
A pesar de esto, el riesgo de choques con aves es imposible de eliminar por completo y, por lo tanto, la mayoría de las autoridades de certificación gubernamentales, como la Administración Federal de Aviación de los Estados Unidos y la Agencia Europea de Seguridad Aérea, exigen que los motores y las estructuras de las aeronaves sean resistentes a los choques con aves hasta cierto punto como parte del proceso de certificación de aeronavegabilidad. En general, un motor no debe sufrir una falla incontenible (un evento en el que las partes giratorias son expulsadas de la carcasa del motor) después del impacto con un pájaro de tamaño adecuado, y un golpe de pájaro en el fuselaje de una nave no debe impedir «un vuelo seguro continuo [y uno] aterrizaje normal».

## Historia
El primer cañón de pollos registrado fue construido en 1942 por la Administración de Aeronáutica Civil (CAA por sus siglas en inglés) de los Estados Unidos en colaboración con Westinghouse Electric and Manufacturing Company. Construido en el Laboratorio de Alta Potencia (High Power Laboratory) de Westinghouse en Pittsburgh, fue capaz de disparar cadáveres de aves a hasta 640 km/h, aunque la mayoría de las pruebas se realizaron con velocidades de salida de alrededor de 430 km/h. El cañón usaba aire comprimido como propulsor, con un compresor que almacenaba aire en un acumulador hasta que se alcanzaba la presión deseada. Para disparar el arma, un operador activaba la apertura de una válvula eléctrica de liberación rápida, descargando el aire comprimido en el cañón. Se lograron diferentes velocidades de salida variando la presión almacenada en el acumulador.
Las pruebas realizadas con esta pistola fueron las primeras de su tipo y demostraron que el vidrio utilizado en los parabrisas de aviones de pasajeros comunes, como el Douglas DC-3, era extremadamente vulnerable a los choques con aves; los paneles fueron penetrados completamente por un ave de aproximadamente 2 kg que viajaba a solo 120 km/h. Pruebas posteriores mostraron que los paneles laminados hechos de vidrio intercalado con policloruro de vinilo eran mucho más resistentes.
El cañón se usó en el Laboratorio de Alta Potencia hasta noviembre de 1943. A principios de 1945, se trasladó a una ubicación de investigación y desarrollo de CAA en Indianápolis, llamada Estación Experimental de Indianápolis (Indianapolis Experimental Station), donde se usó para probar componentes para varios fabricantes de aviones comerciales, antes de ser retirado en algún momento de 1947. Un arma similar fue desarrollada independientemente por de Havilland Aircraft Company en el Reino Unido a mediados de la década de 1950. El Royal Aircraft Establishment del Reino Unido construyó un cañón de pollos en 1961, y en 1967 la División de Ingeniería Mecánica del Consejo Nacional de Investigación Canadiense utilizó el diseño de la RAE como base para su «Instalación de Simulador de Impacto de Vuelo», una pistola neumática con base al lado del Aeropuerto Internacional de Ottawa. Esta pistola se mantuvo en uso frecuente hasta 2016, momento en el que fue donada al Museo del Espacio y la Aviación de Canadá y reemplazada por un par de armas más modernas. Los reemplazos pueden acomodar aves de diferentes tamaños más fácilmente mediante el uso de un barril modular. En la década de 1970, Goodyear Aerospace desarrolló un cañón de pollos que almacenaba aire comprimido detrás de un sello diafragma de cerámica y usaba un sabot de cartón para centrar y estabilizar el pollo. Cuando se dispara, una aguja golpea el diafragma, rompiendo el sello y permitiendo que el aire impulse el proyectil por el cañón. Un anillo de metal en el hocico detiene el sabot, pero al mismo tiempo permitía que el pollo escapara del cañón.
La Fuerza Aérea de los Estados Unidos construyó el AEDC Ballistic Range S-3 en el Arnold Engineering Development Complex en 1972 para probar las marquesinas y parabrisas de aviones militares. Al igual que los cañones de pollos anteriores, el S-3 usaba aire comprimido para lanzar sus proyectiles. El arma se utilizó más tarde en el desarrollo y certificación de varios aviones militares estadounidenses, incluidos el F-4, F-111 y A-10. Al 2007, el arma todavía estaba en funcionamiento.

## Uso en certificación de aeronaves

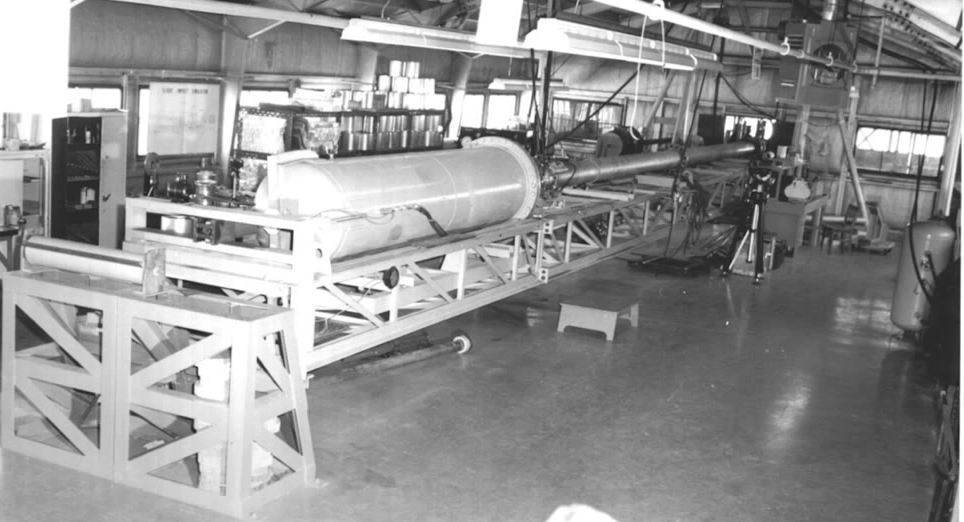
Un cañón de pollos de ánima lisa de 10 pulgadas (25 cm) utilizada por empresas aeroespaciales canadienses para probar componentes en la instalación Flight Impact Simulator en Ottawa, fotografiada aquí almacenada en el Museo de Aviación y Espacio de Canadá en algún momento después de 2016.

Los cañones de pollos se utilizan habitualmente en el proceso de demostrar el cumplimiento de las normas de certificación. Dada su complejidad y la experiencia requerida para operarlos, un fabricante de aeronaves generalmente contratará a una instalación que opera un arma para realizar una prueba según un estándar determinado. El componente que se va a probar se monta de forma segura en un marco, el arma dispara un pájaro y los resultados se examinan para verificar que cumplan con las normas pertinentes. La mayoría de las pruebas se realizan con la pistola presurizada a alrededor de 35 psi (2,4 bar); esto da como resultado que un ave de unos 2 kg se lanza a alrededor de 560 km/h, aproximadamente la velocidad resultante en un colisión entre un pájaro y un avión.
La FAA no especifica la especie de ave que debe usarse para las pruebas, pero sí establece que las aves no deben congelarse, ya que esto no reflejaría con precisión la realidad de un impacto. Los pollos se utilizan porque son baratos y fácilmente disponibles.
Se han realizado esfuerzos para desarrollar análogos de aves artificiales para su uso en pruebas de impacto, para reemplazar el uso de cadáveres. Las motivaciones para esto van desde garantizar que los resultados sean fácilmente reproducibles en toda la industria, el costo y la sensibilidad a las opiniones de los activistas por los derechos de los animales.  Sin embargo, algunos ingenieros han expresado su preocupación de que las pruebas con aves artificiales no representan con precisión las fuerzas involucradas en los choques con aves reales, ya que los análogos carecen de huesos. Algunos van más allá y afirman que las aves criadas en granjas comúnmente utilizadas en las pruebas tampoco son representativas debido a la menor densidad de su tejido muscular.

## Usos notables
Durante el desarrollo del Boeing 757 en la década de 1970, el techo de la cabina se sometió a una prueba de impacto de aves en la que se disparó un pollo de aproximadamente 2 kg a 360 nudos (670 km/h; 410 mph) en una cabina estacionaria. Para sorpresa de los ingenieros de Boeing, el pollo penetró la piel del avión. Como resultado, la cabina del 757 y la del 767, que compartían el mismo diseño, tuvieron que ser reforzadas. Varios 767 ya estaban en servicio y tuvieron que ser retirados para reacondicionamiento de los refuerzos. Más tarde, en el proceso de desarrollo del 757, se realizó una prueba de impacto de aves en las ventanas de la aeronave, nuevamente disparándoles un pollo. Los requisitos de certificación de la Autoridad de Aviación Civil del Reino Unido en ese momento eran más estrictos que los de la FAA, y requerían que el metal alrededor de las ventanas también resistiera el impacto de un pájaro. El 757 no pasó esta prueba, lo que requirió una mayor reingeniería.
Después del desastre del transbordador espacial Columbia en 2003, el cañón de pollos del AEDC Ballistic Range S-3 fue reutilizado para probar la resistencia de varios componentes del transbordador y lanzar tanques de combustible a los impactos de la espuma aislante. La intención era descubrir la causa exacta del desastre y establecer si era necesario realizar modificaciones en el transbordador.